# Silaum
Silaum és un gènere de plantes amb flors dina la família de les apiàcies. Conté d'1 a 8 espècies amb 11 noms científics existents de plantes de les quals actualment només s'accepta una espècie (Silaum silaus), per tant seria un gènere monotípic. Aquesta espècie amb el nom comú de sílaum, es troba als Països Catalans (a algunes parts dels Pirineus orientals com la Garrotxa, Vallespir i Rosselló) i està distribuïda a gran part del centre d'Europa.

## Descripció
Herba perenne erecta, glabra i ramificada de 30 a 100 cm d'alt. fulles basals pinnatisectes, fulles superiors molt reduïdes, umbel·les de 2 a 6 cm de diàmetr. Floreix de juny a setembre amb flors groguenques. Viu en aiguamolls de, a Catalunya, l'estatge montà.